# Diana Haller
Diana Haller (geboren am 11. November 1986 in Rijeka, SFR Jugoslawien) ist eine kroatische Opernsängerin (Mezzosopran).

## Leben
Haller entstammt einer kroatisch-italienischen Familie, ihre Urgroßmutter Emilia Haller war Pianistin, ihr Großvater Antun Haller Maler. Sie studierte am Giuseppe-Tartini-Konservatorium in Triest, an der Royal Academy of Music in London sowie bei Dunja Vejzović in Stuttgart. Nach einem Jahr im Opernstudio der Oper Stuttgart wurde sie in der Spielzeit 2010/11 als jüngstes Mitglied in das Ensemble des Hauses aufgenommen. Haller sang und singt in Stuttgart u. a. Cherubino (Le nozze di Figaro), Ruggiero (Alcina), Orlofsky (Die Fledermaus), Angelina (La Cenerentola) und Ariodante (Ariodante).
Gastengagements führten sie u. a. in der Titelpartie in Hasses Siroe, re di Persia zum Londoner Händel Festival, als Alberto in Giuseppe Balduccis Il noce di Benevento zum Festival Rossini in Wildbad und als Ruggiero an die Oper Köln und die Dresdner Semperoper. In der Saison 2013/14 sang sie Rosine (Il barbiere di Siviglia) am Kroatischen Nationaltheater in Zagreb und war als Cover für Angelina an der Metropolitan Opera in New York verpflichtet. Als Mitglied des Young Singers Project war sie bei den Salzburger Festspielen 2014 als Ines in Verdis Trovatore und als Angelina in Rossinis La Cenerentola in einer Version für Kinder zu erleben. 2015 kehrt sie als Ines nach Salzburg zurück. Im Mai 2016 sang Haller am Kroatischen Nationaltheater ihrer Heimatstadt Rijeka die Titelrolle in Händels Giulio Cesare in Egitto. 2019 sang sie bei beim Festival Rossini in Wildbad die Titelrolle in Rossinis Tancredi. Die erste reine Aufführung der tragischen Fassung wird 2021 bei Naxos (Label) als DVD veröffentlicht.
Als Konzertsängerin war sie u. a. in Mozarts c-Moll-Messe unter Philippe Herreweghe auf Tournee, in Mahlers Lied von der Erde beim Heidelberger Frühling und in Rossinis Stabat mater in der Kölner Philharmonie zu hören. Ihre Diskografie umfasst Werke von Händel und Bach mit dem Chor des Bayerischen Rundfunks und Concerto Köln und ein Soloalbum mit Schumann- und Wolf-Liedern, welches im Herbst 2014 erschien.

## Auszeichnungen
- 2011 International BelCanto Prize beim Festival Rossini in Wildbad, Bad Wildbad[1]
- 2012 Erster Preis beim Internationalen Wettbewerb für Liedkunst der Hugo-Wolf-Akademie in Stuttgart
- 2013 Nachwuchssängerin des Jahres in der Kritikerumfrage der Zeitschrift Opernwelt
- 2013 Junger Musiker des Jahres, ausgezeichnet von der Zagreber Philharmonie
- 2019 Milka Trnina Award, ausgezeichnet von dem Hrvatsko Društvo Glazbenih Umjetnika[2]